# Jean-Pierre Chevailler
 (août 2014).
Si vous disposez d'ouvrages ou d'articles de référence ou si vous connaissez des sites web de qualité traitant du thème abordé ici, merci de compléter l'article en donnant les références utiles à sa vérifiabilité et en les liant à la section « Notes et références ».
Jean-Pierre Chevailler est un musicien suisse, directeur de brass band.

## Biographie
Il commence sa formation musicale dans un brass band à Lausanne. À 23 ans, il entre à « l'Ensemble Romand d'Instruments de Cuivres » (ERIC), de la  Radio Suisse Romande en qualité d'Euphonium solo,  et parallèlement à l'orchestre  « La Perce-Oreille ».
Durant plusieurs années, il est également tromboniste dans un orchestre de Jazz traditionnel. En 1977, il fonde le « Festival Brass Ensemble », formé de dix musiciens.
Le 2 juillet 1980, il obtient le prix de virtuosité au Conservatoire de Lausanne, prix attribué pour la première fois à un musicien suisse jouant du tuba ténor, puis il est nommé professeur de la classe de Tuba ténor au sein du même conservatoire. Parallèlement, il étudie la direction d'orchestre à Londres avec William Relton, qui compose pour lui Chevailler d'Honneur, solo pour Euphonium et Brass Band.
Durant 10 ans, il dirige le brass band « Écho du Chêne » à Aubonne, ainsi que « l'Ensemble Broyard d’Instruments de Cuivres » devenu Brass Band Fribourg, puis est nommé Directeur de l’École de Musique de La Tour-de-Peilz où il officie pendant 14 ans.
À la recherche de nouveaux horizons, c'est en Angleterre que Jean-Pierre Chevailler enregistre son premier disque Euphonium Recital avec Michael Hopkinson, pianiste et compositeur qui compose également des œuvres pour lui. En 1983, il reçoit à Londres le titre Euphonium Player of the Year (1983-1984). Après trois Anglais et un Américain, c'est un musicien suisse qui est honoré par la plus haute distinction sur cet instrument.
La manufacture allemande d'instruments de musique Miraphone engage Jean-Pierre Chevailler comme soliste international de 1985 à 1990. Avec sa collaboration, Miraphone crée l'Euphonium modèle « Chevailler », ainsi que l'embouchure signée de son nom.
En 1986 à Londres, il enregistre sous la direction de George Lloyd, un nouveau disque The Classic Euphonium avec le City of London Sinfonia Orchestra, distribué par Albany Records.
Depuis 1985, il est engagé en qualité de concertiste au Japon, aux États-Unis et dans la plupart des pays européens. Il donne des Master Class dans tous les pays qu'il visite. A de nombreuses reprises, il œuvre comme jury en Grande-Bretagne, France et Suisse.
Durant 9 ans, il fut coproducteur de l'émission Les Rois du Vert-de-gris de la Radio Suisse Romande. À la télévision Suisse Romande, il fonde le Big Band de l'émission Les Couche-tôt qu'il dirige durant les deux années de vie de l'émission.
Depuis 1995, il collabore en tant que conseiller musical et jury à la RTS. En 1990, le Conseil d’État de Genève fait appel à Jean-Pierre Chevailler pour reprendre la direction musicale du Corps de Musique d’Élite, Musique Officielle de l’État de Genève qu'il transforme en brass band et qu'il dirige durant 25 ans, jusqu'au 175e anniversaire fêté fin 2014.
Durant l'année 2015, la Fondation des Exercices de l'Arquebuse et Navigation de Genève a repris le Corps de Musique d’Élite sous son aile, devenant ainsi le Brass Band Arquebuse Genève qu'il dirige.
Des compositeurs de différentes nationalités, comme Jean Perrin, William Relton, Philip Catelinet, George Lloyd, John Golland, Michael Hopkinson et Chris Joynes, ont écrit des œuvres dédiées à J.-P. Chevailler. Certaines d'entre elles sont composées avec accompagnement d'Orchestre de Chambre et d'autres avec cuivres.